# 羅索哈奇 (喬爾特基夫區)
48°57′13″N 25°48′50″E / 48.95361°N 25.81389°E
羅索哈奇（烏克蘭語：Росохач）是位於烏克蘭西部泰爾諾皮爾州裏喬爾特基夫區的村莊，始建於1785年，面積3.26平方公里，2001年人口1,947，人口密度每平方公里596.7人。